# Kaduna
Kaduna är en stad i centrala Nigeria, cirka 220 kilometer sydväst om Kano. Den är administrativ huvudort för delstaten Kaduna och har ungefär 1,2 miljoner invånare (2006).
Kaduna är ett viktigt transport-, handels-, finans- och industricentrum för norra Nigeria, och landets viktigaste centrum för textilindustri. Den övriga industrin omfattar oljeraffinering, stålvalsverk, produktion av transportmedelsutrustning samt livsmedel och njutningsmedel. I Kaduna finns även en del hantverksindustri, bland annat textilier, läderarbeten och keramik. Här handlas också med bland annat boskap, jordnötter och bomull. Kaduna är säte för en teknisk högskola och en militärakademi. I staden finns flera museer, bland annat ett nationalmuseum med arkeologisk och etnologisk utställning.
Kaduna grundades av britterna 1917 i samband med byggandet av järnvägen mellan Lagos och Kano. 2001 infördes islamisk sharialag i Kaduna, något som ledde till en rad våldsamma sammanstötningar.